# Kościół Znalezienia Krzyża Świętego w Klebarku Wielkim
Kościół pw. Znalezienia Krzyża Świętego w Klebarku Wielkim – neogotycki kościół w Klebarku Wielkim należący do parafii pw. Znalezienia Krzyża Świętego w Klebarku Wielkim. W obecnym stanie została zbudowana w 1892 roku.

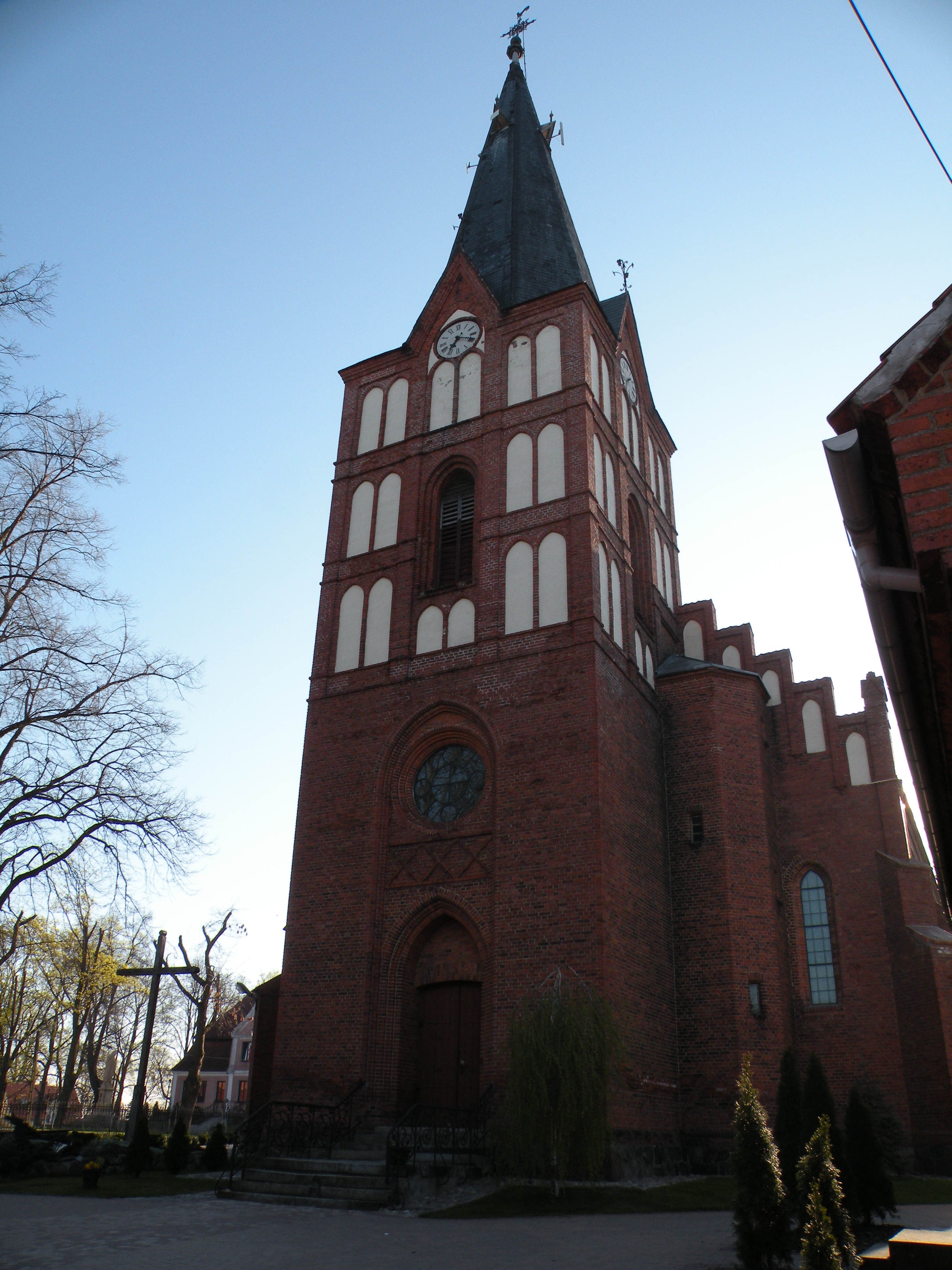
Główna wieża z zegarem

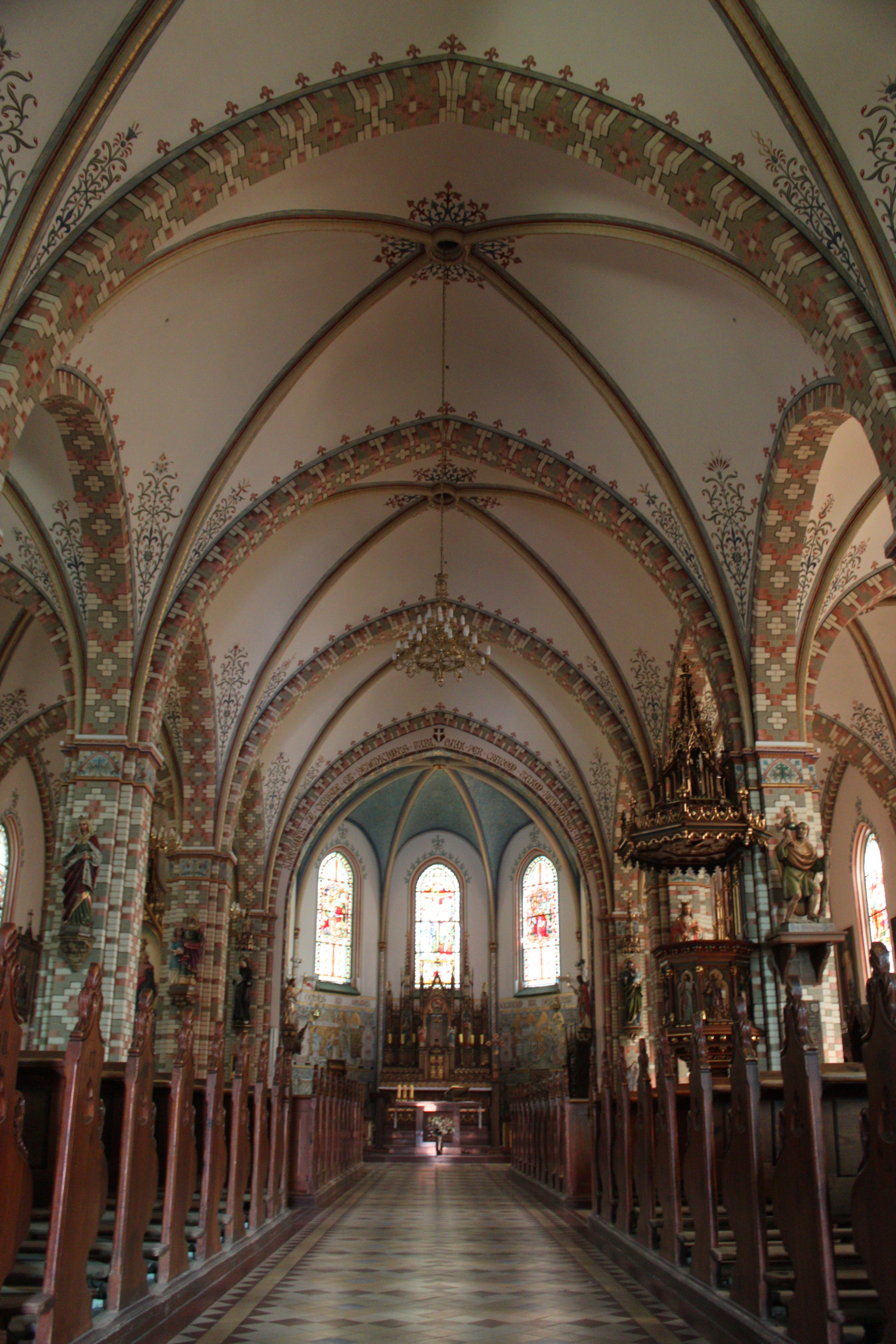
Wnętrze świątyni

## Relikiwie
W parafii od 2002 roku znajdują się relikwie Krzyża Świętego, które zostały podarowane od papieża Jana Pawła II. Od tego momentu, kościół stał się Archidiecezjalnym Sanktuarium Krzyża Świętego.

## Wyróżniające się elementy i wyposażenie[1]
- Ława gdańska z XVII wieku,
- zegar na wieży z 1895 roku,
- neogotycka ambona, granitowa chrzcielnica oraz organy z końca XIX wieku.